# سه‌گانی
سه‌گانی در ادبیات فارسی، یک قالب شعری است که از سه مصرع یا سه سطر تشکیل می‌شود و طرح‌های قافیهٔ گوناگونی دارد و در پایان آن، ضربهٔ ذهنی می‌خورد. این قالب با فرم بیرونی - کلی «کوتاه» و «سه‌لَختی» و فرم درونی - کلی «بسته» و «کوبشی» پدید می‌آید.
از میان ویژگیهای بنیادین سه‌گانی، دو ویژگی «کوتاه» بودن و «سه‌لَختی» بودن، به‌ترتیب، کمّیت هندسی و عددی سه‌گانی را می‌سازند و با یکدیگر، بنیاد «فرم مکانیک» آن را تشکیل می‌دهند؛ همچنین دو ویژگی «بسته» بودن و «کوبشی» بودن، به‌ترتیب، کیفیت هارمونیک و ریتمیک سه‌گانی را می‌سازند و با هم، بنیاد «فرم ارگانیک» آن را تشکیل می‌دهند. در یک سه‌گانی، وجود همهٔ این چهار ویژگی به‌طور همزمان، ضرورت دارد و این بدان معناست که تنها وجود ویژگی «سه‌لَختی» بودن، سه‌گانی پدیدنمی‌آورد.
«سه‌لختی» یعنی سه‌مصرعی (برای سه‌گانی کلاسیک و نیمایی) یا سه‌سطری (برای سه‌گانی سپید)، «بسته» یعنی تمام‌شده و «کوبشی» یعنی دارای ضریهٔ ذهنی قانع‌کنندهٔ پایانی.

## شاخه‌های سه‌گانی
سه‌گانی در سه شاخهٔ کلاسیک، نیمایی و سپید سروده می‌شود و این امر، در کنار امکان کاربرد طرح‌های قافیهٔ گوناگون و همچنین امکان کاربرد وزن دلخواه، برای شاعر آزادی عمل مطلوبی به بار می‌آورد.

### سه‌گانی کلاسیک
فرمها بیرونی- جزئی سه‌گانی کلاسیک عبارتند از:
۱. کلاسیک با طرح قافیهٔ یک- سه:
حیرانم از این حس.
گلها همه زیبا،
من عاشق نرگس.
۲. کلاسیک با طرح قافیهٔ دو- سه:
مانده تا دریابد
خانهٔ دوست کجاست.
ماه هم سربه‌هواست.
۳. کلاسیک با طرح قافیهٔ یک- دو- سه:
اولش شیدایی‌ست،
آخرش تنهایی‌ست.
گل، همان زیبایی‌ست.
۴. کلاسیک با طرح قافیهٔ یک- دو:
زندگی، پیر می کند ما را،
مرگ، تحقیر می کند ما را.
وای اگر شوکران عشق نبود!
۵. کلاسیک بی‌قافیه:
بیم از مرگ، عاشقم کرده‌ست.
وای! اما تو آنچنان خوبی
که برایت سه‌سوته می‌میرم.

### سه‌گانی نیمایی
فرمهای بیرونی-جزئی سه‌گانی نیمایی عبارتند از:
۱. نیمایی با طرح قافیهٔ یک- سه:
برای او همین دو بال بس بود.
دو بالِ میله‌میله.
پرنده یک قفس بود.
۲. نیمایی با طرح قافیهٔ دو- سه:
از خدایان پر،
وز خدا خالی‌ست.
قلب ما سرزمین اشغالی‌ست.
۳. نیمایی با طرح قافیهٔ یک- دو- سه:
از بس که گردآلود هر خاکیم،
هرچند بر خاکیم،
انگار در خاکیم.
۴. نیمایی با طرح قافیهٔ یک- دو:
گرمِ گفتگو،
با زبانِ بوسه بوسه بو... ،
ماهیان.
۵. نیمایی بی‌قافیه:
از کجا معلوم
آن درختی که عاشقش شده‌ام،
عاقبت، دارِ من نخواهد شد؟

### سه‌گانی سپید
فرمهای بیرونی - جزئی سه‌گانی سپید عبارتند از:
۱. سپید با طرح قافیهٔ یک- سه:
زخمهایم را بستی،
خود به‌سان تیری
در قلبم نشستی.
۲. سپید با طرح قافیهٔ دو- سه:
چه کودکانه جار زدیم عشق را!
غافل
که به کمین نشسته‌اند دزدان دل.
۳. سپید با طرح قافیهٔ یک- دو- سه:
در واپسین چشم‌انداز
صدای تو به گوش می‌رسد باز،
ای زیباترین آغاز!
۴. سپید با طرح قافیهٔ یک- دو:
خوشبخت است یا بدبخت،
تکدرخت،
در حیاط زندان؟
۵. سپید بی‌قافیه:
بگو دوستت دارم
و سکوت کن!
گل هم باشد، خار می‌شود.

## هفت اصل سه‌گانی
1. کشف و اتفاق شاعرانه
2. برخورد میان عاطفه و تفکر
3. برابرداشتن جوانب صورت و معنی
4. بهره‌گیری از شگردهای وی‍ژهٔ «امثال و حکم» و «کاریکلماتور» و «گزین‌گویه»
5. تناقض
6. ایجاز مضاعف
7. زبان ساده و در عین حال، استوار

## تفاوت‌های سه‌گانی با نوخسروانی
۱. در فرم درونی - کلی سه‌گانی، بر «کوبشی» بودن لَخت سوم آن تأکید می‌شود، اما در نوخسروانی، اساساً «کوبشی» بودن شعر مطمح نظر شاعر نیست.
۲. سه‌گانی در سه شاخهٔ کلاسیک و نیمایی و سپید پدید می‌آید، ولی نوخسروانی تنها در شاخهٔ کلاسیک پدید آمده است.
۳. سه‌گانی در شاخهٔ کلاسیک، پنج فرم بیرونی – جزئی دارد، حال آن که نوخسروانی عملاً دو فرم از این پنج فرم را بیشتر ندارد و به‌ویژه فرم نهایی آن «کلاسیک با طرح قافیهٔ یک - سه» است. افزون بر این، سه‌گانی در دو شاخهٔ نیمایی و سپید نیز جمعاً ده فرم دیگر دارد که طبعاً آنها هم در نوخسروانی به کار نرفته‌اند.
۴. اصول هفتگانهٔ سه‌گانی در نوخسروانی کاربرد نیافته‌اند. سه‌گانی از طریق رعایت این اصول که حاصل تجربه‌های عملی است، جذابیت‌هایی را رقم می‌زند که برای نوخسروانی آشنا نیست.
۵. موضوعات سه‌گانی وسیع‌تر از موضوعات عموماً تغزلی است که اخوان ثالث برای نوخسروانی مطمح نظر قرار داده است. در سه‌گانی انسان و جامعه و طبیعت با همهٔ وجوهشان مورد توجه قرار می‌گیرند.
۶. سه‌گانی رویکرد حکمت‌آمیز دارد و می‌کوشد ابعاد پنهان و جاودان انسان و جامعه و طبیعت را بجوید و بگوید؛ این در حالی است که نوخسروانی‌های معدود موجود، با حکمت میانه‌ای ندارند.
دو نمونه از نوخسروانی‌های مهدی اخوان ثالث:
(۱)
آب زلال و برگ گل بر آب،
ماند به مه در برکهٔ مهتاب،
وین هردو چون لبخند او در خواب.
(۲)
گفت: «آیَمَت مه‌برایان، به دیدار».
اینک دمد مهر هم – بی وی اما-
این هرگز آیا کند یار با یار؟

## تفاوت‌های سه‌گانی با هایکو
۱. در فرم درونی - کلی سه‌گانی، بر «کوبشی» بودن لَخت سوم آن تأکید می‌شود، اما در هایکو، آرامش فضا، حرف اول را می‌زند.
۲. سه‌گانی در سه شاخهٔ کلاسیک، نیمایی و سپید سروده می‌شود و از هر جهت مطابق مقتضیات شعر فارسی است، ولی هایکو در اصل ژاپنی آن، وزن مورایی و عموماً با پنج مورا برای سطر اول، هفت مورا برای سطر دوم و پنج مورا برای سطر سوم دارد و آنچه به نام هایکو در شعر فارسی پیدا می‌کنیم، هایکو نیست، بلکه هایکوواره‌های سپیدی است که تنها به تقلید از هایکو پدید می‌آید.
۳. ساختار نحوی سه‌گانی محدودیت ندارد و جابه‌جایی عناصر دستوری در آن به صورت مقتضی امکانپذیر است، حال آن که ساختار نحوی هایکو در فرم سنتی آن محدودیت دارد و معمولاً، اسم یا گروه اسمی به سطر آخر آن انتقال می‌یابد.
۴. در سه‌گانی، پدیده‌ها به‌تنهایی محل توجه نیستند، بلکه بُعد پنهان آنها محل توجه است. در این بعد، معانی نایافته و ناگفته‌ای وجود دارند که سه‌گانی‌پرداز آنها را می‌یابد و می‌گوید و فعالیت او برای بازآفرینی پنهانی‌ها پررنگ می‌نماید، اما در هایکو، پدیده‌ها به‌ویژه پدیده‌های طبیعی، چنان‌که هستند، محل توجهند و هایکوپرداز می‌کوشد تصویر آنها را بدون قضاوت در معرض دید خواننده بگذارد.
۵. سه‌گانی بر پایهٔ مکاشفه و حادثه استوار است و هایکو بر پایهٔ مراقبه و خلسه.
۶. سه‌گانی بر پایهٔ جهانبینی اشراقی پدید می‌آید و هایکو بر پایهٔ جهانبینی بودایی.
دو نمونه از هایکو:
(۱)
برکهٔ کهن،
غوکی جهید
صدای آب
(۲)
دنبال شبتاب‌ها می‌گردد
لای بوته‌ها
باد روز اول خزان

## سه‌گانی‌پردازان
سه‌گانی از خردادماه سال ۱۳۸۹ با ابتکار علیرضا فولادی و تلفیق اصالت و ابداع و کارهای عملی و نظری توسط این شاعر و پژوهشگر معاصر، به شعر فارسی معرفی شد و تا کنون صدها شاعر در این قالب طبع‌آزمایی کرده‌اند.